# فابريسيو فيراري
فابريسيو فيراري (بالإسبانية: Fabricio Ferrari)‏ (و. 1985  م) هو راكب دراجة هوائية أوروغوياني، ولد في سانت لوسيا، شارك في طواف إسبانيا 2013.

## روابط خارجية
- فابريسيو فيراري على موقع الاتحاد الدولي للدراجات (الإنجليزية)
- فابريسيو فيراري على موقع أرشيف الدراجات (الإنجليزية)
- فابريسيو فيراري على موقع إحصائيات الدراجات الإحترافية (الإنجليزية)
- فابريسيو فيراري على موقع نسبة الدراجات (الإنجليزية)